# トゥウ・ディノー郡

トゥウ・ディノー郡
Twou dinò

トゥウ・ディノー郡（トゥウ・ディノーぐん、ハイチ語: Twou dinò）またはトゥル・デュ・ノール郡（フランス語: Trou-du-Nord）は、ハイチ北東県北西部の郡。東にフォーリベーテ郡、南東にヴァリエ郡、南に北県サン・ラファイェル郡、南西にグランヌ・リヴィエ・ディノー郡、西にカプ・アイシアン郡と接し、北は大西洋に臨む。
北西にカラコル、北東にテリエ・ウージュ（テリエ・ルージュ）中部にトゥウ・ディノー（トゥル・デュ・ノール）、南西にサント・シザーヌの4つのコミーンが置かれている。郵便番号は23から始まる。

## 脚註
1. 1 2  “Haiti: administrative units, extended”.   GeoHive.com. 2016年10月5日時点のオリジナルよりアーカイブ。2021年8月10日閲覧。
2. ↑  “POPULATION TOTALE, POPULATION DE 18 ANS ET PLUS MÉNAGES ET DENSITÉS ESTIMÉS EN 2015” (pdf).   Institut Haïtien de Statistique et d’Informatique (IHSI). pp. 16 - 17 (2015年3月). 2021年8月10日閲覧。